# Cyrille Boulay
 (janvier 2019).
Si vous disposez d'ouvrages ou d'articles de référence ou si vous connaissez des sites web de qualité traitant du thème abordé ici, merci de compléter l'article en donnant les références utiles à sa vérifiabilité et en les liant à la section « Notes et références ».
 (janvier 2019).
Pour les articles homonymes, voir Boulay.
Cyrille Boulay, né le 6 novembre 1969 à Paris, est un historien et expert en art. Il a publié de nombreux livres sur l’histoire des familles royales et est spécialiste des Romanov et de la Russie impériale.

## Médias
En 1997 il crée avec Frédéric Mitterrand et Pierre Cardin, la société Les Souvenirs du Gotha, qui publie le magazine d’histoire et d’actualité des familles royales, intitulé Prince d'Europe & d'Ailleurs, qu’il dirigera en tant que directeur de la publication et rédacteur en chef, jusqu'en 2006.
Participations télévisuelles
Familier du Gotha, il intervient régulièrement dans des émissions télévisées, notamment sur France 2 pour Télématin et pour Secrets d'Histoire : « Louis XVI, l’inconnu de Versailles » (2015),  « Nicolas II,  le dernier tsar de Russie »(2014), « Catherine II : nuit blanche à Saint-Pétersbourg » (2014), « la Reine Victoria ou l‘empire des sens » (2011), « Sissi impératrice : amour, gloire et tragédie » (2011), « Catherine II » (2009). Sur France 5, lors du débat après la diffusion du film Soraya (2011). Sur Planète (2009) dans « Les Maisons de Tunisie » et sur France 5 (2011). Sur M6 (2006), il joua le rôle de professeur de bonnes manières et d’expert en savoir vivre dans la série de télé réalité En voilà des manières.
Pour RTL/TVIA, télévision belge (2005), Cyrille Boulay commenta en direct le déroulement de la cérémonie du mariage du prince Charles de Galles et de Camilla Shand. En 1997 il participe à la série Les Aigles foudroyés diffusée sur France 2 et deux ans plus tard à Mémoires d'exil réalisé par Frédéric Mitterrand.

## Commissaire général d'exposition
Cyrille Boulay a été le commissaire général de plusieurs expositions :
- Les Romanov de Saint-Pétersbourg à Saint-Briac, du Tsar Alexandre II au Grand-duc Wladimir de Russie, couvent de la Sagesse, Saint-Briac sur Mer, du 4 juillet au 30 août 2015.
- Alexandre III, Tsar de l’Alliance. Soirée commémorative du 170e anniversaire de sa naissance, ambassade de Russie – Pont Alexandre III – Le Faust, 10 mars 2015.
- France-Russie, Centenaire de la Grande-Guerre (1914-2014), Résidence de l’ambassadeur de Russie à Paris, du 20 au 28 septembre 2014.
- 400e anniversaire des Romanoff - Une dynastie au service de la Russie (1713-2013), résidence de l’Ambassadeur de Russie à Paris, 14 au 22 septembre 2013.
- Borodino - Bicentenaire d'une bataille historique (1812-2012), résidence de l’Ambassadeur de Russie à Paris, 15 au 23 septembre 2012.
- Les Romanov à Contrexéville, au temps de la Grande-duchesse Maria Pavlovna, casino de Contrexéville, septembre 2011.
- Arts et Traditions en Russie - Les tsars et la France, de Pierre le Grand à Nicolas II, résidence de l’Ambassadeur de Russie à Paris, septembre et octobre 2010.
- De Sissi Astrid, la destinée de huit reines de légendes, espace Pierre Cardin à Bruxelles, avril et juin 1999.
- Souveraines de légende, espace Pierre Cardin à Paris, décembre et janvier 1999.
- Sissi impératrice d’Autriche, une destinée tragique (1837-1898), espace Pierre Cardin à Paris, avril et mai 1998.
- Les Romanov, un Empire, une Famille, Centre culturel de Russie à Bruxelles, 1997.
- Cent ans d’amitié Franco-Russe, résidence de l’Ambassadeur de Russie à Paris, septembre et octobre 1996.
- Les Romanov, un Empire, une Famille, Centre culturel de Russie à Paris, mai et juin 1996.
- Nicolas II et sa famille, espace Saint-Sulpice à Paris, décembre et janvier 1992.

## Organisateur d'événements historiques et culturels
Cyrille Boulay  est co-organisateur des festivités du 400e anniversaire de la dynastie des Romanov, célébrées du 20 au 23 septembre 2013 à Livadia en Crimée (Ukraine), résidence d'été du dernier tsar de Russie, en présence du chef de la Maison impériale de Russie, la grande-duchesse Maria Wladimirovna, des descendants Romanov et de plusieurs chefs de maisons royales dont le prince Léka II d'Albanie, Don Duarte de Portugal, le roi Fouad II d'Égypte. 
Il organise, en septembre 2011, les festivités à l'occasion de la rencontre entre le maire de la ville de Contrexeville et les descendants de la grande-duchesse Maria Pavlovna, en présence entre autres du chef de la Maison impériale de Russie, la grande-duchesse Maria Wladimirovna.

## Autres
Il est, depuis plus de 15 ans, expert en art russe et en souvenirs historiques sur les familles royales auprès de plusieurs  commissaires-priseurs français et étrangers. À ce titre, il est depuis 2008 membre agréé de la FNEPSA, la Fédération nationale d’experts professionnels spécialisés en art, et depuis 2011 de la CEDEA, la Confédération européenne des experts d'art.
Il fut aussi, durant une dizaine d’années, le secrétaire particulier de la grande-duchesse Wladimir de Russie (1914-2010), née princesse Léonida Bagration-Moukhranski, veuve du grand-duc Wladimir Kyrillovitch de Russie (1917-1992), qui fut de 1938 à 1992 prétendant autoproclamé au trône des Romanov et contesté chef de la maison impériale de Russie en tant que petit-neveu et plus proche parent mâle du tsar Nicolas II.   
À la mort du grand-duc en 1992, sa fille la grande-duchesse Maria Wladimirovna de Russie est devenue à son tour chef de la maison impériale de Russie et héritière légitime au trône des Romanov. Cyrille Boulay fait partie depuis cette date du cercle privé de la grande-duchesse.
En 2015, Cyrille Boulay est nommé membre honoraire du comité The Russian Imperial Foundation For Cancer Research

## Filmographie
- Sissi impératrice de la solitude, film documentaire de 52 minutes réalisé en 2006

## Publications
- Histoires d’amour Royales, Hors Collection, 2011.
- La France des Romanov, Perrin, 2010.
- Votre mariage royal, Le Pré aux Clercs, 2006. En collaboration avec la princesse Béatrice de Bourbon-Siciles.
- Les châteaux de la Loire entre Gien et Chenonceau, Huitième Jour, 2005.
- Reines dans la tourmente, Le Pré aux Clercs, 2004.
- Jet-set la vraie, Le Félin, 2004.
- Les Nouvelles Amours particulières, Le Pré aux Clercs, 2004. En collaboration avec Henry-Jean Servat.
- Les Amours particulières, Le Pré aux Clercs, 2003. En collaboration avec Henry-Jean Servat.
- Vacances royales, Assouline, 2003.
- L’album de ma vie, Perrin, 2002. En collaboration avec la Comtesse de Paris.
- Amours royales, Le Pré aux Clercs, 2002.
- Légendes royales, Le Pré aux Clercs, 2000.
- Princesses de Légendes, Albin Michel, 1998. En collaboration avec Henry-Jean Servat.
- Nicolas II et sa famille, l’album du souvenir, Flammarion, 1993. En collaboration avec Dominique Paoli.

## Distinctions
- Chevalier de l'ordre des Arts et des Lettres le 10 avril 2012,
- Commandeur dans l'Ordre de Sainte Anne par le chef de la maison impériale de Russie, à l'occasion des 400 ans de la dynastie des Romanoff en 2013.